# Rocío Gómez Sordo
Rocío Gómez Sordo (Alhendín, España, 8 de enero de 1998) es una jugadora española de fútbol sala.  Juega de ala y su equipo actual es el STV Roldán de la Primera División de fútbol sala femenino de España.

## Trayectoria
Empezó jugando en las categorías base del Alhedín; posteriormente fichó por la Universidad de Granada, donde tuvo que esperar a cumplir los quince años para poder jugar en segunda división, más tarde fichó por el Loja, y de ahí fichó en la temporada 2014-15 por el UCAM Murcia, equipo con el que consiguió el ascenso a la primera división. En la temporada 2019-20 ficha por la Universidad de Alicante FSF. En la temporada 2022-23 ficha por el Poio Pescamar.

## Selección nacional
En 6 de mayo de 2018 debuta con la selección española en el Torneo de Moscú en el partido disputado contra la selección de Hungría, juega los tres partidos del torneo. En febrero de 2022 vuelve a ser convocada con la selección en dos partidos amistosos jugados contra Portugal.

## Estadísticas

### Clubes
Actualizado al último partido jugado el 12 de junio de 2022.
| Club | Div.          | Temporada     | Liga  | Liga  | Liga       | Liga      | Copas nacionales(1) | Copas nacionales(1) | Copas nacionales(1) | Copas nacionales(1) | Torneos internacionales(2) | Torneos internacionales(2) | Torneos internacionales(2) | Torneos internacionales(2) | Total(3) | Total(3) | Total(3)   | Total(3)  |
| Club | Div.          | Temporada     | Part. | Goles | Amonestado | Expulsado | Part.               | Goles               | Amonestado          | Expulsado           | Part.                      | Goles                      | Amonestado                 | Expulsado                  | Part.    | Goles    | Amonestado | Expulsado |
| --- | ------------- | ------------- | ----- | ----- | ---------- | --------- | ------------------- | ------------------- | ------------------- | ------------------- | -------------------------- | -------------------------- | -------------------------- | -------------------------- | -------- | -------- | ---------- | --------- |
| Univ de Granada · España |               |               |       |       |            |           |                     |                     |                     |                     |                            |                            |                            |                            |          |          |            |           |
| 2.ª |               |               |       |       |            |           |                     |                     |                     |                     |                            |                            |                            |                            |          |          |            |           |
| 2012-13 |               | -             | -     | -     | -          | -         | -                   | -                   | -                   | -                   | -                          | -                          |                            | -                          | -        | -        |            |           |
| Total club | Total club    | -             | -     | -     | -          | -         | -                   | -                   | -                   | -                   | -                          | -                          | -                          | -                          | -        | -        | -          |           |
| Loja · España |               |               |       |       |            |           |                     |                     |                     |                     |                            |                            |                            |                            |          |          |            |           |
| 2.ª |               |               |       |       |            |           |                     |                     |                     |                     |                            |                            |                            |                            |          |          |            |           |
| 2013-14 |               | -             | -     | -     | -          | -         | -                   | -                   | -                   | -                   | -                          | -                          |                            | -                          | -        | -        |            |           |
| Total club | Total club    | -             | -     | -     | -          | -         | -                   | -                   | -                   | -                   | -                          | -                          | -                          | -                          | -        | -        | -          |           |
| UCAM Murcia · España |               |               |       |       |            |           |                     |                     |                     |                     |                            |                            |                            |                            |          |          |            |           |
| 2.ª |               |               |       |       |            |           |                     |                     |                     |                     |                            |                            |                            |                            |          |          |            |           |
| 2014-15 |               | -             | -     | -     | -          | -         | -                   | -                   | -                   | -                   | -                          | -                          |                            | -                          | -        | -        |            |           |
| 2015-16 |               | -             | -     | -     | -          | -         | -                   | -                   | -                   | -                   | -                          | -                          |                            | -                          | -        | -        |            |           |
| 1.ª |               |               |       |       |            |           |                     |                     |                     |                     |                            |                            |                            |                            |          |          |            |           |
| 2016-17 | 30            | 6             | 0     | 0     | -          | -         | -                   | -                   | -                   | -                   | -                          | -                          | 30                         | 6                          | 0        | 0        |            |           |
| 2017-18 | 29            | 9             | 0     | 0     | -          | -         | -                   | -                   | -                   | -                   | -                          | -                          | 29                         | 9                          | 0        | 0        |            |           |
| 2018-19 | 30            | 6             | 5     | 0     | -          | -         | -                   | -                   | -                   | -                   | -                          | -                          | 30                         | 6                          | 5        | 0        |            |           |
| Total club | Total club    | 89            | 21    | 5     | 0          | -         | -                   | -                   | -                   | -                   | -                          | -                          | -                          | 89                         | 21       | 5        | 0          |           |
| Universidad de Alicante FSF · España |               |               |       |       |            |           |                     |                     |                     |                     |                            |                            |                            |                            |          |          |            |           |
| 1.ª |               |               |       |       |            |           |                     |                     |                     |                     |                            |                            |                            |                            |          |          |            |           |
| 2019-20 | 22            | 6             | 2     | 0     | 2          | 1         | 0                   | 0                   | -                   | -                   | -                          | -                          | 22                         | 6                          | 2        | 0        |            |           |
| 2020-21 | 23            | 3             | 1     | 0     | -          | -         | -                   | -                   | -                   | -                   | -                          | -                          | 23                         | 3                          | 1        | 0        |            |           |
| 2021-22 | 30            | 6             | 1     | 0     | 2          | 1         | 0                   | -                   | -                   | -                   | -                          | -                          | 32                         | 7                          | 1        | 0        |            |           |
| Total club | Total club    | 75            | 15    | 4     | 4          | 2         | 0                   | 0                   | -                   | -                   | -                          | -                          | -                          | 79                         | 17       | 4        | 0          |           |
| Total carrera | Total carrera | Total carrera | 164   | 36    | 9          | 0         | 4                   | 2                   | 0                   | 0                   | -                          | -                          | -                          | -                          | 168      | 38       | 9          | 0         |
| (1) Incluye datos de Copa / Supercopa. (2) Incluye datos de Campeonato de Europa de Clubes, Recopa y Copa Intercontinental. (3) No incluye datos de partidos amistosos. |               |               |       |       |            |           |                     |                     |                     |                     |                            |                            |                            |                            |          |          |            |           |

Nota: Faltan los partidos de la Copa de la Reina